# Olympische Sommerspiele 2020/Teilnehmer (Seychellen)
| Gelbes Symbol für Goldmedaillen mit stilisierten Olympischen Ringen | Graues Symbol für Silbermedaillen mit stilisierten Olympischen Ringen | Braundes Symbol für Bronzemedaillen mit stilisierten Olympischen Ringen |
| ------------------------------------------------------------------- | --------------------------------------------------------------------- | ----------------------------------------------------------------------- |
| —                                                                   | —                                                                     | —                                                                       |

Die Seychellen nahmen an den Olympischen Spielen 2020 in Tokio teil. Es war die insgesamt neunte Teilnahme an Olympischen Sommerspielen. Das Seychelles National Olympic Committee nominierte fünf Athleten in vier Sportarten.

## Teilnehmer nach Sportarten

### Judo
| Athleten           | Wettbewerb | 1. Runde | 1. Runde | 2. Runde | 2. Runde | Achtelfinale  | Achtelfinale  | Viertelfinale | Viertelfinale | Halbfinale / Trostrunde | Halbfinale / Trostrunde | Finale / Platz 3 | Finale / Platz 3 | Rang |
| Athleten           | Wettbewerb | Gegner   | Ergebnis | Gegner   | Ergebnis | Gegner        | Ergebnis      | Gegner        | Ergebnis      | Gegner                  | Ergebnis                | Gegner           | Ergebnis         | Rang |
| ------------------ | ---------- | -------- | -------- | -------- | -------- | ------------- | ------------- | ------------- | ------------- | ----------------------- | ----------------------- | ---------------- | ---------------- | ---- |
| Männer             |            |          |          |          |          |               |               |               |               |                         |                         |                  |                  |      |
| Nantenaina Finesse | bis 90 kg  | Freilos  | Freilos  | M. Nyman | 0:10     | ausgeschieden | ausgeschieden | ausgeschieden | ausgeschieden | ausgeschieden           | ausgeschieden           | ausgeschieden    | ausgeschieden    | 17   |

### Leichtathletik
Laufen und Gehen
| Athleten   | Wettbewerb   | Runde 1 | Runde 1 | Halbfinale    | Halbfinale    | Finale        | Finale        | Rang          |
| Athleten   | Wettbewerb   | Zeit    | Rang    | Zeit          | Rang          | Zeit          | Rang          | Rang          |
| ---------- | ------------ | ------- | ------- | ------------- | ------------- | ------------- | ------------- | ------------- |
| Männer     |              |         |         |               |               |               |               |               |
| Ned Azemia | 400 m Hürden | 51,67 s | 8       | ausgeschieden | ausgeschieden | ausgeschieden | ausgeschieden | ausgeschieden |

### Schwimmen
| Athleten        | Wettbewerb          | Vorlauf     | Vorlauf | Halbfinale    | Halbfinale    | Finale        | Finale        | Rang |
| Athleten        | Wettbewerb          | Zeit        | Rang    | Zeit          | Rang          | Zeit          | Rang          | Rang |
| --------------- | ------------------- | ----------- | ------- | ------------- | ------------- | ------------- | ------------- | ---- |
| Frauen          |                     |             |         |               |               |               |               |      |
| Felicity Passon | 100 m Rücken        | 1:04,66 min | 38      | ausgeschieden | ausgeschieden | ausgeschieden | ausgeschieden | 38   |
| Felicity Passon | 200 m Rücken        | 2:16,18 min | 26      | ausgeschieden | ausgeschieden | ausgeschieden | ausgeschieden | 26   |
| Männer          |                     |             |         |               |               |               |               |      |
| Simon Bachmann  | 200 m Schmetterling | 2:03,54 min | 38      | ausgeschieden | ausgeschieden | ausgeschieden | ausgeschieden | 38   |

### Segeln
| Athleten        | Wettbewerb | Qualifikation | Qualifikation | Medal Race    | Medal Race    | Punkte | Rang |
| Athleten        | Wettbewerb | Punkte        | Rang          | Punkte        | Rang          | Punkte | Rang |
| --------------- | ---------- | ------------- | ------------- | ------------- | ------------- | ------ | ---- |
| Männer          |            |               |               |               |               |        |      |
| Rodney Govinden | Laser      | 278           | 33            | ausgeschieden | ausgeschieden | 278    | 33   |